# Гловно
Гло̀вно (на полски: Głowno) е град в Централна Полша, Лодзко войводство, Згежки окръг. Административен център е селската Гловненска община без да е част от нея. Самият град е обособен в самостоятелна градска община с площ 19,84 км2.